# Рубин, Алисса
Алисса Рубин (англ. Alissa J. Rubin) — журналистка и редактор The New York Times, посвятившая бо́льшую часть своей карьеры освещению военных конфликтов в Ираке, Афганистане и на Балканах. В частности, она представляла интересы женщин, рассказывая о трудностях, с которыми те сталкиваются в военное время. В 2016 году Рубин стала лауреатом Пулитцеровской премии за международный репортаж.

## Биография
Алисса Рубин родилась и выросла в Нью-Йорке, где в 1980 году с отличием окончила Брауновский университет. Её дипломная работа — перевод и аннотация писем гуманиста Леонардо Бруни — была опубликована в академическом журнале Allegorica. Во время обучения Рубин уделяла внимание эпохе Возрождения, латыни, классическим искусствам, она входила в студенческое сообщество Phi Beta Kappa. Поступив в аспирантуру Колумбийского университета, Рубин благодаря стипендии Меллона в области гуманитарных наук продолжила изучение европейской истории и католической церкви. Она получила диплом магистра в 1986 году.
Рубин начала свою журналистскую карьеру в качестве репортёра в налоговой и сельскохозяйственной сферах в канзасском издании Knight Ridder, а также как рисёрчер для The American Lawyer. Переехав через четыре года в Вашингтон, , она писала для The New Republic, Washington Monthly, газеты и журнала The Washington Post, Congressional Quarterly. В 1992 году журналистка получила стипендию Алисии Паттерсон для реализации проекта о медицинских и религиозных аспектах абортов.
В 1997 году Рубин присоединилась к штату вашингтонского бюро Los Angeles Times, для которого освещала политику и финансирование здравоохранения, законодательство в отношении абортов и табачной продукции. Позднее в течение пяти лет она была содиректором бюро Los Angeles Times в Багдаде и руководителем филиала газеты на Балканах.
В 2007 году журналистка присоединилась к The New York Times, чтобы освещать новостную повестку в Ираке и Афганистане. Через год она возглавила бюро газеты в Багдаде, но вскоре переехала в Кабул, где заняла аналогичную позицию. После четырёх лет в Афганистане она получила пост директора европейского филиала New York Times в Париже, но продолжила работать над проектами с Ближнего Востока. Так, в 2014 году она присоединилась к группе репортёров, освещавших захват ИГИЛ территорий северного и западного Ирака. Во время репортажа об езидских беженцах в Курдистане она была серьёзно ранена во время крушения вертолёта. Но после выздоровления продолжила работу в регионе. Уже через год она подготовила проект, рассказывавший о притеснениях афганских женщин, который был отмечен Пулитцеровской премией 2016 года.
За пять лет работы в Европе Рубин писала о террористических атаках ИГИЛ, призывах к джихаду европейцев и миграционном кризисе, вызванном волнами беженцев с Ближнего Востока, а также о влиянии радикального ислама на французское общество. Она выступала с лекциями на важные политические и социальные темы. В 2018 году журналистку назначили директором отделения New York Times в Багдаде. Через три года она присоединилась к проекту Фонда Нимана, чтобы изучать религию, историю и культуру Ближнего Востока, а также медицинскую антропологию и поэзию на базе Гарвардского университета.

## Награды
За свою карьеру Рубин неоднократно удостаивалась почётных журналистских наград. Например, она дважды (в 1986 и 1988 годах) входила в состав команд, отмеченных Национальной премией американских писателей в сфере фермерского хозяйства от газеты The Wichita Eagle. В 1989-м она выиграла Премию Уильяма Аллена Уайта за репортаж о налоговой политике в Канзасе. Кроме того, Рубин является лауреатом:
- Награды The Washington Monthly[англ.] 1992 года за статью «О чём говорят люди, когда обсуждают аборты», опубликованную в Washington City Paper[англ.];
- Награды Клуба зарубежных корреспондентов[англ.] 2010 года за статью о террористках-смертницах «Как Байда хотела умереть»;
- Премии Джона Ченслера[англ.] 2015 года за достижения в журналистике;
- Пулитцеровской премии за международный репортаж (2016);
- Премии Лавджоя[англ.] (2016)[5];
- Премии Майкла Келли от Atlantic Media[англ.] за серию статей об афганских женщинах (2016)[4].